# Grijze grootoorvleermuis
De grijze grootoorvleermuis (Plecotus austriacus) is een vleermuis uit het geslacht grootoorvleermuizen (Plecotus) en de familie gladneuzen (Vespertilionidae). Het is een middelgrote vleermuis met opvallend (31 tot 41 millimeter) grote oren. Dit dier komt voor in Europa.

## Beschrijving
De oren zijn langer en ronder dan bij de verwante bruine grootoorvleermuis (Plecotus auritus). Ook heeft de grijze grootoor een iets langere snuit en zijn de tenen op de haren korter. Hij heeft een lange donkergrijze vacht. Op de bovenzijde is hier en daar een bruine glans, de onderzijde is wit. De snuit en bovenlip zijn chocoladebruin tot zwart, en langs de ogen loopt een grijs masker. De oren en vleugels zijn donkergrijs van kleur.
De kop-romplengte is 40 tot 58 millimeter, met een 37 tot 55 millimeter lange staart. De spanwijdte is 255 tot 300 millimeter. De grijze grootoorvleermuis weegt 7 tot 14 gram. De dieren zijn zwaarder in de herfst en winter, en de vrouwtjes zijn zwaarder dan mannetjes.

## Verspreiding en leefgebied
De soort bereikt de noordgrens van haar leefgebied in België en het zuiden van Nederland. In België en Nederland is hij zeer zeldzaam. Hij komt voor van Madeira in het westen tot Oekraïne en Noordwest-Turkije in het oosten. In Europa leeft hij vooral in Zuid-Europa noordwaarts tot Groot-Brittannië, Duitsland en Polen. Pas in 1960 werd deze soort ontdekt voor Midden-Europa en beschouwd als een aparte soort. Daarvoor werd de soort niet als verschillend van de bruine grootoorvleermuis beschouwd.
De grijze grootoorvleermuis komt vooral voor in droge, open gebieden in het laagland als landbouwgebieden en in hoogland in warme valleien, meestal tot 430 meter hoogte, maar kan tot 1380 meter hoog voorkomen. In het noorden van het verspreidingsgebied komt hij meer bij nederzettingen voor. Hij ontbreekt in uitgestrekte bossen.
Er worden tegenwoordig geen ondersoorten onderscheiden, maar verschillende andere soorten, zoals Plecotus ariel, Plecotus turkmenicus, Plecotus wardi, Plecotus kolombatovici en de Noordoost-Afrikaanse grootoorvleermuis (P. christii) worden nu als aparte soorten gezien. Samen met de Ethiopische grootoorvleermuis (P. balensis), de Noordoost-Afrikaanse grootoorvleermuis, P. kolombatovici en de Canarische grootoorvleermuis (P. teneriffae) wordt de grijze grootoorvleermuis tot de P. austriacus-groep binnen het geslacht Plecotus gerekend.

## Gedrag
De grijze grootoorvleermuis is een nachtdier, dat pas laat actief wordt. Deze soort eet vooral vlinders en motten (Lepidoptera), maar ook kevers als meikevers, vliegen en andere insecten, die hij van bladeren of in de vlucht grijpt. Hij jaagt voornamelijk in open gebieden. Hij heeft vaste eethangplaatsen, waar ze hun voedsel opeten.
In de zomer leven de vrouwtjes in kraamkolonies. Deze kraamkolonies bestaan uit tien tot dertig vrouwtjes (zelden tot honderd) en bevinden zich bijna altijd op (kerk)zolders. Ze delen vaak de kolonies met de vale vleermuis en de kleine hoefijzerneus. Mannetjes leven alleen en zijn territoriaal.
De winter brengt hij door in grotten en mijntunnels, die hij deelt met de bruine grootoorvleermuis. Vaak zitten ze alleen, of in kleine groepjes met twee tot drie andere dieren. Hij hangt vaker vrij dan de bruine grootoor, maar hij kruipt ook in spleten. De winterslaap duurt van september/oktober tot maart/april. De afstand tussen zomer- en winterverblijf is niet groot, zelden verder dan twintig kilometer.
De paartijd is in de herfst. In juni wordt één jong geboren. Mannetjes zijn na één jaar geslachtsrijp, vrouwtjes na twee tot drie jaar.
De grijze grootoorvleermuis wordt maximaal 25,5 jaar. Mannetjes worden gemiddeld vijf jaar, vrouwtjes negen jaar oud.